# Hotfix
Oprava „hotfix“ nebo také rychlá oprava (angl. quick-fix engineering update – QFE update) je jediný kumulativní balíček, který obsahuje informace (často ve formě jednoho nebo více souborů), které se používají k řešení problému v softwarovém produktu (tj. softwarová chyba). Opravy hotfix se obvykle vyrábějí k řešení konkrétní situace zákazníka.
Termín „oprava hotfix“ původně odkazoval na softwarové opravy, které byly použity na „horké“ systémy; to znamená systémy, které jsou aktivní, aktuálně běží a jsou ve stavu výroby, nikoli stavu vývoje. Oprava pro vývojáře znamená, že oprava mohla být provedena rychle a mimo normální vývojové a testovací procesy. To by mohlo zvýšit náklady na opravu vyžadováním rychlého vývoje, přesčasů nebo jiných naléhavých opatření. Pro uživatele lze opravu hotfix považovat za riskantnější nebo méně pravděpodobné, že problém vyřeší. To by mohlo způsobit okamžitou ztrátu služeb, takže v závislosti na závažnosti chyby může být žádoucí odložit opravu hotfix. Riziko použití opravy hotfix je třeba zvážit s ohledem na riziko, že ji uplatňují, protože problém, který stanoví může být natolik kritický, že by to mohlo být považováno za důležitější než potenciální ztráta služby (např. za závažné porušení bezpečnosti).
Podobné použití výrazů lze vidět na diskových jednotkách vyměnitelných za provozu. Novější použití termínu je pravděpodobně způsobeno tím, že prodejci softwaru rozlišují mezi opravou hotfix a opravou.

## Detaily
Balíček oprav hotfix může obsahovat několik zahrnutých oprav chyb, což zvyšuje riziko možné regrese . Zahrnutá oprava chyby je oprava softwarové chyby, která není hlavním cílem softwarové opravy, ale spíše jejím vedlejším účinkem. Z tohoto důvodu některé knihovny pro automatické aktualizace, jako je StableUpdate, také nabízejí funkce pro odinstalování použitých oprav, pokud je to nutné.
Většina moderních operačních systémů a mnoho samostatných programů nabízí možnost automatického stahování a opravy. Místo vytváření této funkce od nuly se vývojář může rozhodnout použít proprietární balíček (například RTPatch) nebo open-source (například StableUpdate a JUpdater), který poskytuje potřebné knihovny a nástroje.
Existuje také řada softwarových programů třetích stran, které pomáhají při instalaci oprav hotfix na více počítačů současně. Tyto softwarové produkty také pomáhají správci vytvořením seznamu oprav hotfix již nainstalovaných na více počítačích.

## Definice specifická pro vydavatele

### Microsoft
Společnost Microsoft Corporation kdysi používala výrazy „oprava hotfix“ nebo „QFE“ ale zastavila se ve prospěch nové terminologie: aktualizace jsou dodávány buď v kanálu General Distribution Release (GDR), nebo v kanálu Limited Distribution Release (LDR). Ten je synonymem pro QFE. Aktualizace GDR jsou podrobovány rozsáhlému testování, zatímco aktualizace LDR jsou určeny k opravě určitého problému v malé oblasti a nejsou vydávány široké veřejnosti. Aktualizace GDR mohou být přijímány ze služby Windows Update nebo Microsoft Download Center, ale aktualizace LDR musí být přijímány prostřednictvím podpory společnosti Microsoft.

### Blizzard
Herní společnost Blizzard Entertainment má pro své hry jiné použití termínu oprava hotfix, včetně World of Warcraft a Diablo III:
Oprava hotfix je změna provedená ve hře, která je považována za natolik kritickou, že ji nelze odložit, dokud nebude vydána běžná oprava obsahu. Opravy hotfix vyžadují pouze změnu na straně serveru bez stahování a lze je implementovat bez prostojů nebo krátkého restartu sfér.